# Koliha severní
Koliha severní (Numenius borealis) je pták z čeledi slukovití z rodu koliha. Ještě v první polovině 19. století se jednalo o jednoho z nejhojnějších ptáků Kanady, avšak nadměrný lov spolu s úbytkem přirozeného prostředí a vymizením klíčového zdroje potravy, sarančete Melanoplus spretus, způsobily drastický úbytek populace. Poslední potvrzené pozorování ptáka nastalo v roce 1963 a druh je patrně vyhynulý.

## Taxonomie
Druh byl poprvé popsán německým přírodovědcem Johannem Reinholdem Forsterem v roce 1772. Binomické jméno druhu je Numenius borealis.
Název Numenius pochází ze starořeckého noumenios, což je pták zmiňovaný Hésychiem z Milétu. Tento zmiňovaný pták je spojován s kolihami, protože jeho pojmenování je patrně odvozeno z neos, „nový“, a mene, „měsíc“, což patrně odkazuje k zobáku kolih ve tvaru půlměsíce. Druhové jméno borealis pochází z latiny a znamená „severní“.
Koliha severní představuje jednoho z devíti zástupců rodu koliha (Numenius), i když kdysi se řadila do samostatného rodu Mesoscolopax. Kolihy náleží do čeledi slukovití a řádu dlouhokřídlí.

Vybraná dobová vyobrazení
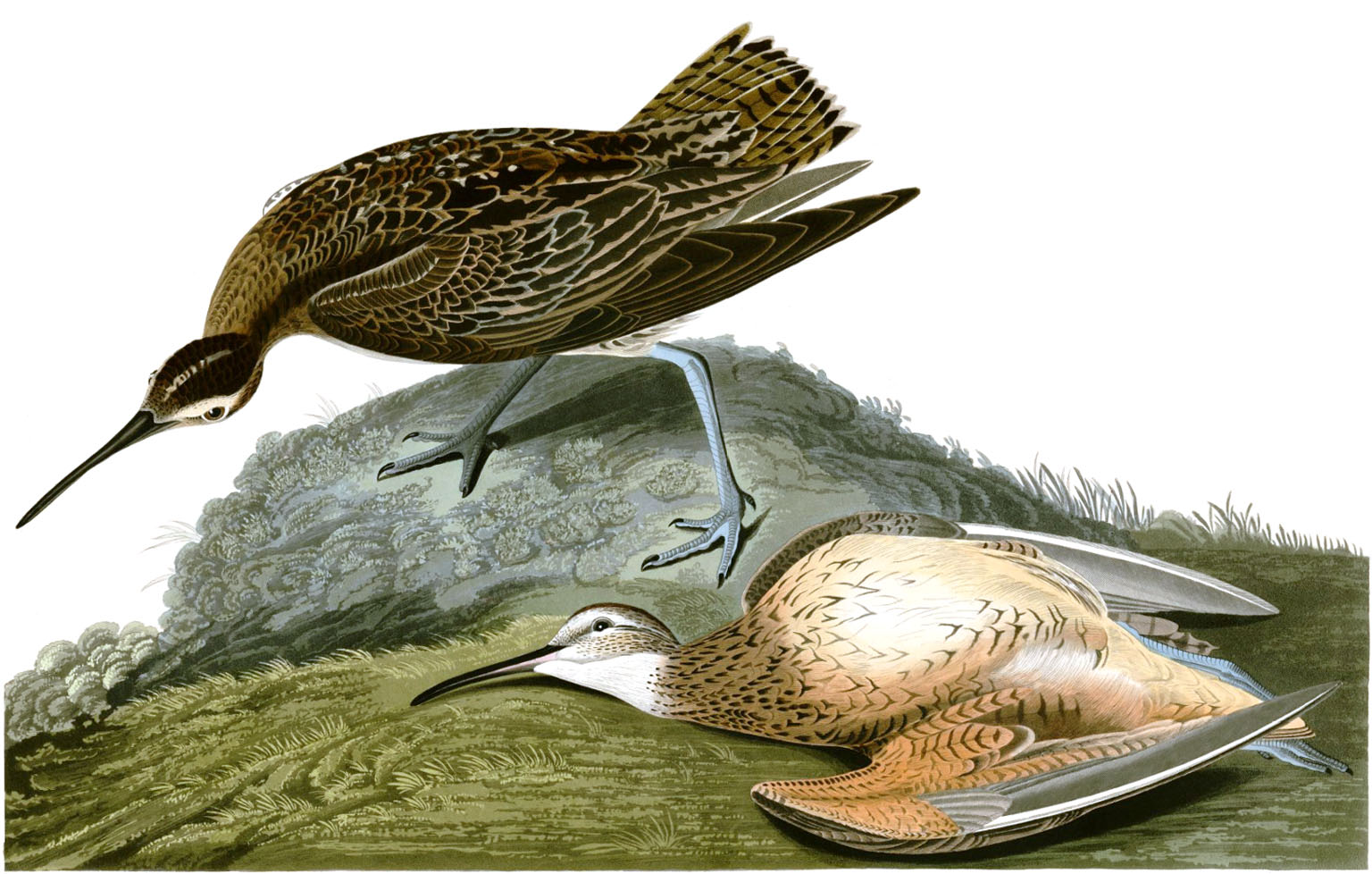
1827–1838
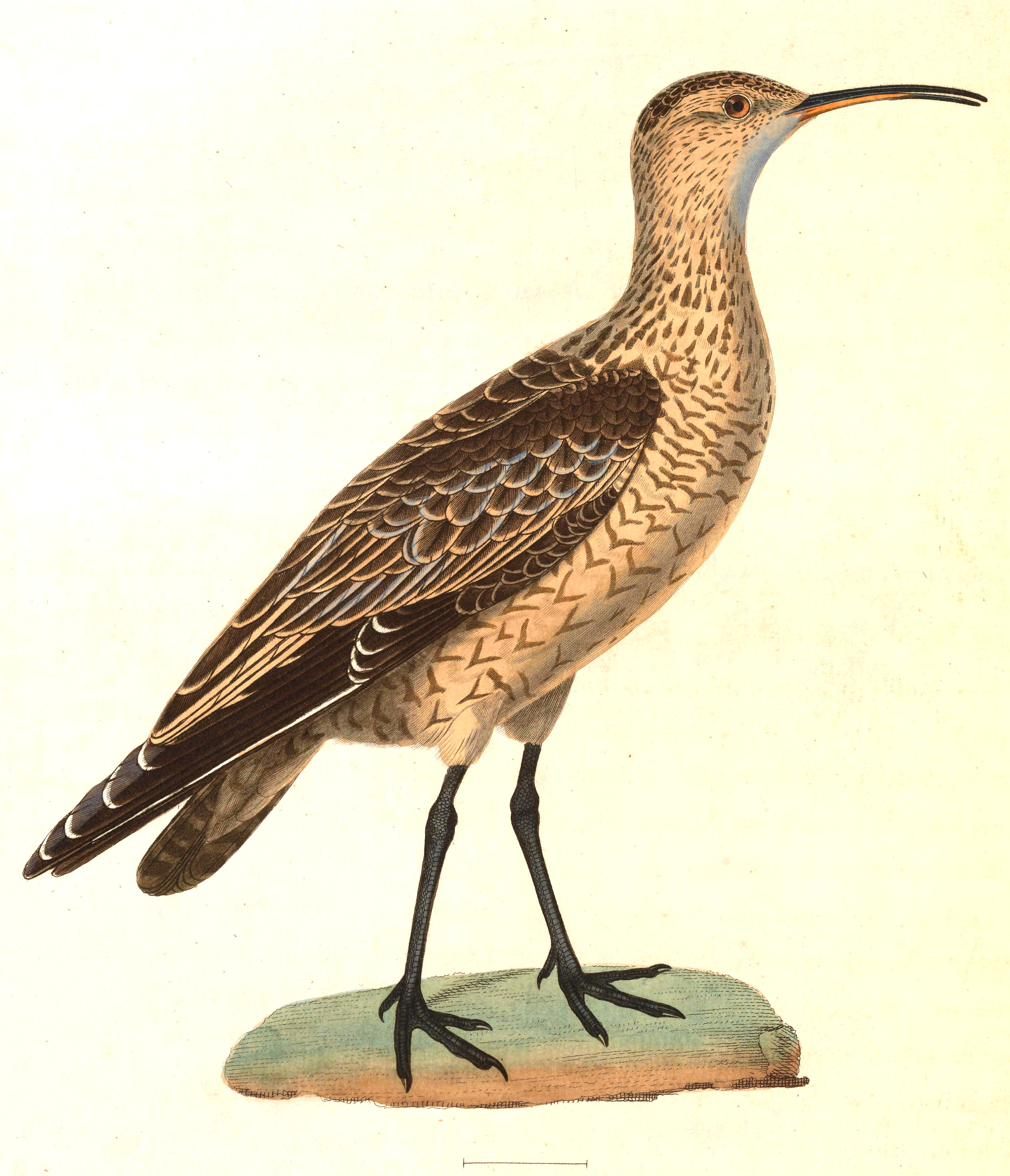
1838
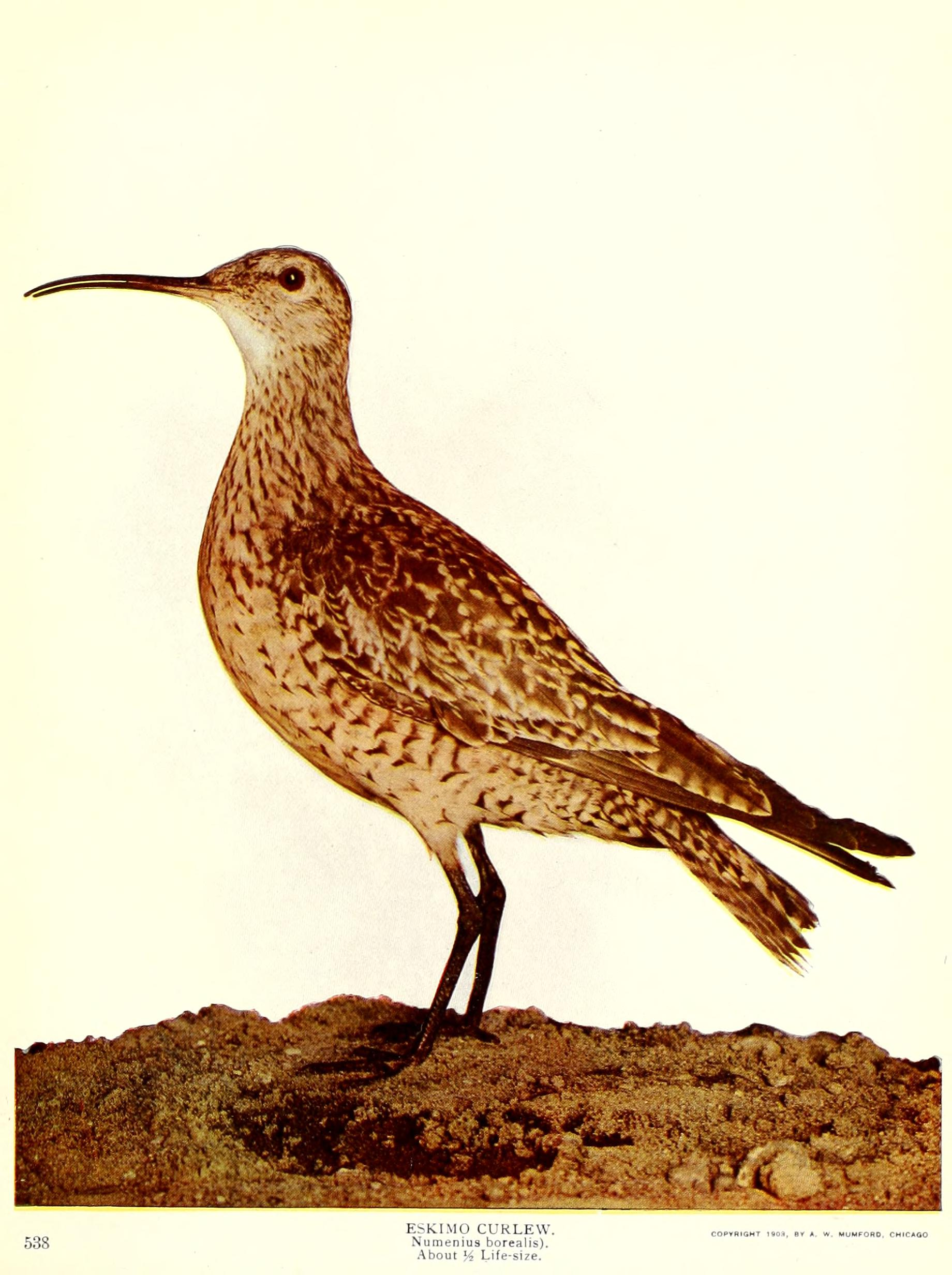
1913

## Popis
Jedná se o malého ptáka o výšce 29–34 cm.
Peří na hlavě má tmavě hnědé pruhy. Spodní část těla včetně kostřece je tmavě hnědá s hnědým až žlutohnědým kropením. Primární a sekundární letky jsou tmavé, 6 vnitřních primárních letek má bílé zakončení. Krátký tupý ocas je šedo-hnědý s hnědým kropením. Spodní části těla jsou žlutě skořicové, hruď a boky mají tmavé výrazné proužkovité fleky a skvrny ve tvaru písmene Y.
Pohlavní dimorfismus je nevýrazný. Podobně jako u ostatních slukovitých, samice je o něco větší než samec. Zobák je dlouhý a tenký, u kořene narůžovělý, na konci černý, jemně zahnutý směrem dolů a na kolihu poměrně krátký. Duhovka je tmavě hnědá. Tenké chůdovité nohy jsou na kolihu také poměrně krátké, jejich zbarvení je do modro-šeda.

## Biologie a chování
O biologii a chování kolih severních toho není příliš známo. Rozmnožují se od května do srpna v bezlesé arktické tundře v nízkých nadmořských výškách do 335 m n. m. Po skončení rozmnožování, někdy v období července až října, kolihy migrují na jih.

## Rozšíření a habitat

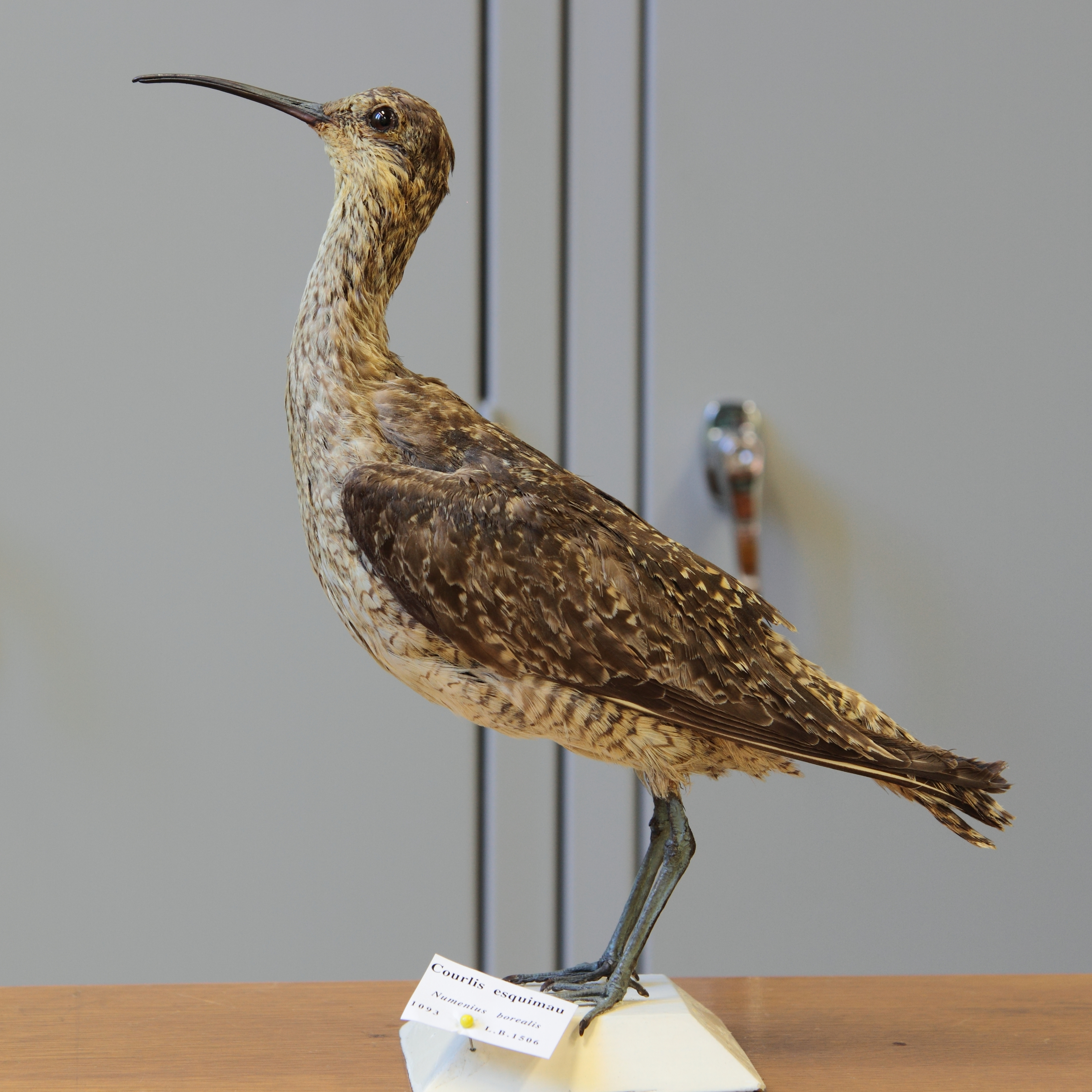
Vycpaný exemplář (Lavalská univerzita, Quebec, Kanada)

Kolihy severní se kdysi rozmnožovaly v kanadských Severozápadních teritoriích a částečně i na Aljašce. S příchodem zimy ptáci migrovali do kanadského Labradoru, odkud se vydávali dále na jich přes Karibské moře až do Uruguaye, Paraguaye, Brazílie a nejjižnějších cípů Argentiny a Chile. Zpět do arktických oblastí se vraceli patrně podél západního pobřeží obou Amerik.

## Populace
Koliha severní byla původně široce rozšířeným druhem v Kanadě, jeden z nejrozšířenějších kanadských ptáků vůbec. Její populace se před rokem 1860 odhaduje na stovky tisíc až miliony kusů. Do konce 19. století se však počty kolih severní snížily na minimum. K hlavním příčinám dramatického úbytku populace patří nadměrný lov, který byl na kolihy v Severní America pořádán každé jaro. Nicméně když v roce 1916 byl lov kolih postaven mimo zákon, nedošlo k zotavení populace, takže za vymizením druhu spíše stojí ztráta přirozeného prostředí prérií, které byly přeměny na zemědělskou krajinu, a vymření sarančete Melanoplus spretus, které představovalo jejich klíčový zdroj potravy. Poslední potvrzený výskyt kolihy severní se datuje k roku 1963. Poté proběhlo několik dalších, avšak nepotvrzených pozorování.